# Apache bleibt gleich
Apache bleibt gleich is een Duitse documentaire over de Ludwigshafen-rapper Apache 207, geregisseerd door Nepomuk Fischer. De film is op 23 september 2022 uitgebracht via het streamingplatform Prime Video.

## Verhaal
De Duitse documentaire is opgenomen in Chur in de twee jaar voordat Apache 207 voor het eerst op grote schaal verscheen. De bliksemcarrière van de zeer succesvolle rapper wordt getraceerd in verschillende periodes die verwijzen naar deze verschijning. Apache 207 zelf wordt opgevoerd als een denker, de film vertegenwoordigt een soort heldenreis. Een bijzondere gimmick in de film zijn de ogen van Apache. In overeenstemming met zijn imago worden deze altijd verduisterd weergegeven, tenzij ze worden bedekt door de kenmerkende zonnebril.
Apache 207 bezoekt zijn oude school, het Theodor-Heuss-Gymnasium, samen met zijn broer Hakan Yaman en zijn beste vriend Johannes Götz, die beiden nu ook als een soort manager optreden, en praat met zijn oude leraren. Om zijn jeugd te beschrijven, gaan hij en Yaman terug naar hun oude appartement, waar ze bij hun alleenstaande moeder woonden, en spelen ze na hoe ze een kapsalon runden voor hun vrienden in de kelder van het hoge gebouw in Gartenstadt.
De muzikale carrière wordt getraceerd vanaf de eerste pogingen op Instagram en de eerste zelfgeproduceerde video's. Ook de rappers Bausa, die tevens labelbaas is van Apache 207, Xatar en Loredana Zefi en diverse mensen van het moederlabel Sony Music Entertainment komen aan het woord.
De documentatie toont ook het opnameproces voor 2sad2disco op Mallorca samen met Sonus030, de video-opname voor het titelnummer en de daaropvolgende videopremière. Scènes van de repetities voor de eerste uitvoering volgen. De conclusie wordt gevormd door opnames van de eerste show in Chur. Het openingsnummer Fame en het slotnummer Roller, waar Apache 207 zijn crew het podium op brengt, worden vertoond.

## Achtergrond
Apache 207, die zich vanaf het begin af aan opvoerde als een nogal gesloten artiest, beschreef de film als zijn "eerste interview". Het doel is om zijn fans iets mee te geven. De documentaire is geregisseerd door Nepomuk Fischer, die eerder de Prime Video-docuseries FC Bayern: Behind the Legend (2021) regisseerde. Hij is ook de cameraman van de documentaire. De film is geproduceerd door Amazon Studios. Producenten zijn Quirin Berg, Elena Gruschka en Max Wiedemann.
De titel van de film is gebaseerd op een tekst uit het nummer Roller, dat ook een handelsmerk van de rapper werd. De documentaire is op 23 september 2022 exclusief uitgebracht op Prime Video.

## Ontvangst
Philipp Holstein van RP Online beschreef de film als een soort heldenreis, die deels neerkomt op het aanbidden van een heilige. Stefan Hochgesand beschreef de documentaire als "zelfverheerlijking onder rapbroeders" en schreef onder deze kop in de Berliner Zeitung: "Apache heeft misschien niet de steen der wijzen ingeslikt - maar hij weet waar hij het over heeft. Dat maakt de documentaire vermakelijk, voorbestemd voor een ontspannen anderhalf uur na het werk.”